# Massarina magniarundinacea
Massarina magniarundinacea är en svampart som beskrevs av Kaz. Tanaka & Y. Harada 2004. Massarina magniarundinacea ingår i släktet Massarina och familjen Massarinaceae.   Inga underarter finns listade i Catalogue of Life.